# Vahon FM
Vahon FM is een Surinaams-Hindoestaanse radiozender uit Den Haag. Het station zendt enkel muziek uit die met Bollywood te maken heeft. Het is te beluisteren op de Haagse kabel op 99.8 FM, of via internet. De zender wisselt op dezelfde frequentie met Radio Sangam, eveneens een Surinaams-Hindoestaanse zender uit Den Haag.
Vahon zendt ook uit op de middengolf op 1566 kHz. Deze zender staat in Den Haag en is in een groot deel van west Nederland te ontvangen. Sinds 1 september 2015 zendt Vahon ook uit op DAB+